# Isaac Zida

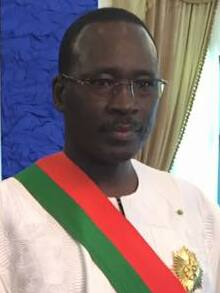
Zida (2015)

Isaac Yacouba Zida (* 16. November 1965 in Yako, Obervolta, heute Burkina Faso) ist ein hoher Offizier der Armee Burkina Fasos, war Anfang November 2014 Staatschef von Burkina Faso und war von dem 19. November 2014 bis 29. Dezember 2015 mit einer Unterbrechung im September 2015 der kommissarische burkinische Regierungschef.

## Leben
Nach seinem Studium der englischen Sprache an der Universität Ouagadougou wurde Zida ab 1989 Berufssoldat. Seine militärische Laufbahn unterbrach er während seines Studiums an der Universität Lyon III in Internationalem Management, welches er erfolgreich mit einem Master-Titel abschloss. Ab 1993 war er in der Elitegarnison der Armee Burkina Fasos in Pô. 1996 wechselte er zur Präsidentengarde, dem Régiment de sécurité présidentielle (RSP). Zwischen 2008 und 2009 diente er als Blauhelmsoldat in der Demokratischen Republik Kongo, seit 2011 war er stellvertretender Kommandant der Präsidentengarde.
Nach der Entmachtung Blaise Compaorés beanspruchte Zida am 1. November 2014 die Macht in Burkina Faso, praktisch zeitgleich mit dem Stabschef der Armee, Honoré Nabéré Traoré. Am selben Tag stellte sich die Armeeführung hinter den Oberstleutnant.
Nach der Machtübernahme durch den Zivilisten und früheren Außenminister Michel Kafando berief dieser Zida am 19. November 2014 zum Regierungschef.
Am Nachmittag des 16. September 2015 stürmten bewaffnete Angehörige des Régiment de sécurité présidentielle (RSP), der ehemaligen Prätorianergarde des abgesetzten Präsidenten Compaoré, eine Regierungssitzung in Ouagadougou. Sie nahmen Zida und Übergangspräsident Kafando fest und führten diese ab. Drei Tage zuvor hatte die nationale Versöhnungskommission die Auflösung der bis dahin kasernierten Präsidentengarde beschlossen. Soldaten der RSP besetzten auch die Studios mehrerer Privatradios und schalteten die Sendeanlagen ab. Auch betroffen sind die Sendungen des Auslandsdienstes des französischen Radios. Einen Tag später verkündete ein Soldat im staatlichen Fernsehen, dass die Übergangsregierung des Amtes enthoben sei und das Militär im Land die Macht übernommen habe. Der Putsch erfolgte weniger als einen Monat vor geplanten Präsidentenwahlen, bei denen Compaorés Partei Congrès pour la démocratie et le progrès (CDP) ausgeschlossen ist. Am 18. September ließ der Anführer der Putschisten, General Gilbert Diendéré, Kafando sowie nahezu das gesamte Kabinett frei. Diendéré bestritt Kontakte zu Compaoré und plante am selben Tag zu Gesprächen mit den Präsidenten Benins und Senegals, Boni Yayi und Macky Sall, zusammenzutreffen. Auch die seit Beginn des Putsches geschlossenen Landesgrenzen wurden wieder geöffnet. Am 24. September 2015 kehrte Zida in sein Amt zurück, was das Ende des Putsches bedeutete. Am 6. Januar 2016 wurde Paul Kaba Thieba neuer Regierungschef von Burkina Faso.
Zida ist verheiratet und Vater von drei Kindern.